# Fester Addams
Fester Addams, vaak Oom Fester genoemd, is een lid van de fictieve Addams Family bedacht door striptekenaar Charles Addams. Net als de andere familieleden kreeg Fester zijn naam toen de strips werden omgezet naar televisieserie.

## Familiebanden
In de originele televisieserie was Fester de oom van Morticia Addams. Zijn achternaam was toen ook Frump.
In de andere incarnaties van de Addams Family is Fester de broer van Gomez Addams, en derhalve de oom van Pugsley en Wednesday.

## Personage
Fester is een kale bolle man met een zeer bleke huid en zwarte ingevallen ogen. Door zijn uiterlijk wordt vermoed dat hij een zombie of andere vorm van wandelend lijk is, maar dit wordt in geen van de Addams Family-producties bevestigd. Fester is met zijn uiterlijk tevens een van de meest herkenbare personages van de Addams Family.
Fester heeft de vreemde gave om stroom op te wekken. Hij demonstreert dit vaak door een gloeilamp in zijn mond te steken zodat deze gaat branden. Fester wordt daarom door de familie geregeld gebruikt als levend stopcontact. Hij beweerde 100 watt aan stroom te bevatten in een aflevering van de originele serie. In de originele serie kon hij ook magnetisme opwekken.
Fester heeft ook een grote liefde voor explosieven, vooral dynamiet. Verder is hij een masochist die graag zo veel mogelijk pijn lijdt. Hij zit dan ook graag op de elektrische stoel in de kelder van het Addams Family landhuis. Fester is net als de andere familieleden kennelijk onsterfelijk, daar hij nooit sterft of blijvend letsel oploopt door de elektrische stoel of zijn explosies.

## Incarnaties
In de strips werd Fester vrijwel nooit samen gezien met de andere familieleden, zelfs niet in verhalen die een familiefeest behandelden.
In de originele serie was er niet veel bekend over Festers verleden, behalve dat zijn vader een zeer strenge man was die zijn zoon zelfs sloeg als hij iets goed deed, en hem betaalde om zich nooit aan anderen te tonen. Desondanks kwam Fester als volwassene geregeld op voor zijn vader, en ondersteunde diens brute opvoeding. Over Festers educatieve achtergrond bestonden ook tegenstrijdige berichten. In de eerste aflevering van de originele serie beweerde hij nooit naar school te zijn geweest, maar kwam later op deze uitspraak terug.
In de tweede animatieserie was Fester van alle familieleden degene die het meest hield van pijn lijden. Hij blies zichzelf graag op. In deze serie kon hij ook op commando ontploffen. Een running gag in deze serie was dat Fester nooit Oma Addams' voorspellingen geloofde, tenzij ze voorspelde dat Fester iets pijnlijks zou overkomen. Fester was in deze serie ook zeer onder indruk van de saaie buurman van de Addamsen, Norman Normanmeyer, die op zijn beurt Fester juist haatte. Deze versie van Fester introduceerde een eigen gemaakte strip van zichzelf genaamd 'Festerman', waarin hij een Gotische superheld was.
In de film The Addams Family was Fester jaren geleden verdwenen in de Bermudadriehoek. Hij werd later gevonden door een vrouw genaamd Abigail Crave, die de aan geheugenverlies lijdende Fester wijsmaakt dat hij haar zoon Gordon is.
In de erop volgende film, Addams Family Values, trouwde Fester met een vrouw genaamd Debbie, die hem wil ombrengen om het fortuin van de Addams Family in te pikken.

## Videospellen
Fester doet mee in verschillende Addams Family computerspellen, maar meestal als een niet bespeelbaar personage. Hij is wel de ster in zijn eigen spel getiteld Fester's Quest, en het hoofdpersonage in het spel Addams Family Values.

## Acteurs
Jackie Coogan speelde Fester Addams in de originele televisieserie, en deed zijn stem in de eerste animatieserie. Rip Taylor deed Festers stem in de tweede animatieserie.
In zowel The Addams Family als Addams Family Values werd Fester gespeeld door Christopher Lloyd. In de film Addams Family Reunion werd Fester gespeeld door Patrick Thomas.
In de serie The New Addams Family werd Fester gespeeld door Michael Roberds. 
In de Netflix televisieserie Wednesday uit 2022 werd Fester vertolkt door Fred Armisen.

## Trivia
- Oom Fester is ook de naam van een lid van het nationaal uitgezonden radioprogramma The MJ Morning Show.
- In het boek The Addams Family uit 1965, geschreven door Jack Sharkey, wordt Fester uitgebreid beschreven in een verhaal waarin hij in het leger moet. Hierin wordt gesteld dat hij sinaasappeljam in zijn bloedvaten heeft, geen vingerafdrukken achterlaat, elektrische bedrading in zijn lichaam heeft en gewichtsloos is.
- Steve Preisler, een Amerikaans schrijver van boeken over drugs en explosieven, gebruikt het pseudoniem Uncle Fester. Naar verluidt koos hij dit pseudoniem omdat hij Fester Addams voorliefde voor explosieven deelt.